# Mark Owen
Mark Anthony Patrick Owen (* 27. ledna 1972, Oldham), je anglický zpěvák a skladatel. Je členem popové skupiny Take That.

## Životopis
Jako sólový umělec prodal Owen po celém světě přes 500 000 alb. Už jako malý měl zájem o hudbu. Ačkoli jeho vokály byly omezené, byl, díky svému dobrému vzhledu a vystupování, nejpopulárnější člen skupiny Take That. Pravidelně dostával ceny jako jsou např. „Nejvíce fantastický muž světa“ či za „Nejlepší účes“. Po rozpadu Take That v roce 1996 se Owen stal prvním ze členů skupiny, který vydal sólové album. S debutovým singlem „Child“ dosáhl čísla 3 ve Velké Británii. V březnu 2010 Owen veřejně přiznal, že od konce roku 2004 do září 2009 měl problémy s alkoholismem.